# Порфирия
Порфирията е наследствено заболяване на черния дроб, при което организмът не произвежда достатъчно хемоглобин.
Условията за разпространение на това заболяване не са известни, но от порфирия боледуват от 1 до 5 души на 50 000 души в целия свят. Някои видове порфирия са по-чести при специфични групи от населението, като бялото в Южна Африка и в Скандинавия.

## Симтоми и протичане
Симптомите на болестта се проявяват като фотодермоза, хемолитични кризи, стомашно-чревни и нервно-психични разстройства. Тя представлява автозомно доминантно заболяване, което е свързано с дефицит на порфобилиноген деаминаза. По този начин не се синтезира нормално хемоглобин и в организма се натрупват порфобилиноген и делта-аминолевулинова киселина.
Острата порфиринова криза обикновено започва с тахикардия, покачване на артериалното налягане, коликообразни болки в стомаха, жлъчния мехур, бъбреците. Развива се и предимно от проксимален тип моторна полиневропатия.
Сред различните форми порфирии само еритропоетичната уропорфирия почти постоянно се съпровожда с хемолитична анемия. Започва от ранно детство с отделяне на червено оцветена урина и повишена фоточувствителност. По откритите части – еритема, сърбеж, а по-късно и мехури, които често нагнояват и при зарастване цикатризират. Възможни са хипертрихоза, костни и ставни изменения, потъмняване на роговиците и очните лещи. На дневна светлина зъбите са кафеникави, а на флуоресцентна светят ярко червено.
Хемолитична анемия се проявява съвместно с ретикулоцитоза, неконюгирана хипербилирубинемия, спленомегалия, увеличен уробилиноген в урината и на стеркобилиногена в изпражненията. В лаборатория „Ензими и пигменти“ към Научен институт по гастроентерология и хранене в урината се откриват повишен уропорфирин и по-малко копропорфирин. Еритроцитите също са с повишено съдържание на порфирини.

## Гени свързани с порфирия
Мутации в ALAD, CPOX, FECH, HMBS, PPOX, UROD и UROS гени причиняват това заболяване. Вариациите на ген HFE повишават риска от развитие на заболяването.
В гените, отговорни за порфирия са ензимите, които са необходими за производството на частиците haeme. Ако една генна мутация нарушава функцията на някой от тези ензими, процесът не може да продължи нормално. Вместо това, странични продукти на процеса (съединения, наречени porphyrins и porphyrin прекурсори) се натрупват в организма, което води до признаците и симптомите на порфирия.
По отношение на наследяването, моделите зависят от вида на заболяването. Някои форми на заболяването са наследени по автозомно като доминиращ модел, което означава, че 1 копие на гена е достатъчно да бъде променено за да причини заболяването. Други видове на порфирия са наследени по автозомно рецесивен модел, което означава, че 2 копия на гена трябва да бъдат променени за да може човек да бъде засегнат.

## Лечение
Спленектомия (оперативно отстраняване на слезката (далака) и пазене от слънце.
Медикаменти:
- hemin – намалява продукцията на порфирини и порфиринови прекурсори
- глюкоза – намалява синтезата на хем- и порфиринови прекурсори
- наркотични вещества – за контрол на болката (в комбинация с лаксативи за превенция на констипация)
- Neurontin - срещу припадъци.